# ولاد طلحة الهبابنة (عين لقصب)
ولاد طلحة الهبابنة هو دُوَّار يقع بجماعة سيدي محمد لحمر، إقليم القنيطرة، جهة الرباط سلا القنيطرة في المملكة المغربية. ينتمي الدوّار لمشيخة عين لقصب التي تضم 11 دوار. يقدر عدد سكانه بـ 1240 نسمة حسب الإحصاء الرسمي للسكان والسكنى لسنة 2004.

## روابط خارجية
- البوابة الوطنية للجماعات الترابية
- المندوبية السامية للتخطيط